# Fotbal Club FCSB 2025-2026
Questa voce raccoglie le informazioni riguardanti il Fotbal Club FCSB nelle competizioni ufficiali della stagione 2025-2026.

## Stagione
Nella stagione 2025-2026 il FCSB disputa il campionato di Liga I e difende il titolo di campione di Romania ottenuto nella stagione precedente.
La stagione inizia con il successo sul CFR Cluj in Supercupa României. 
In Champions League, dopo aver superato l'Inter Escaldes, il FCSB cede a sorpresa ai macedoni dello Škendija al secondo turno di qualificazione e passa in Europa League.

## Divise e sponsor
Lo sponsor tecnico per la stagione 2025-2026 è Nike, mentre il main sponsor è Betano.
| Casa | Trasferta | Terza divisa |

## Organigramma societario
Area direttiva
- Presidente del CdA: Mihai Stoica
- Presidente: Valeriu Argaseală
- Vice presidente: Iulian Ghiorghișor
- Direttore del settore giovanile: Corneliu Ionescu

Area organizzativa
- Segretario generale: Sorin Pitu
- Team manager: Marius Ianuli
- Responsabile ordine e sicurezza: Adrian Ianuli
- Responsabile sociale: Robert Ioan

Area comunicazione
- Ufficio stampa: Cătălin Făiniși

Area marketing
- Ufficio marketing: Tănase Culețu

## Rosa
Rosa e numerazione aggiornate al 10 agosto 2025.
| N. |                                 | Ruolo | Calciatore        |
| -- | ------------------------------- | ----- | ----------------- |
| 2  | Romania (bandiera)              | D     | Valentin Crețu    |
| 4  | Bosnia ed Erzegovina (bandiera) | D     | Daniel Graovac    |
| 5  | Camerun (bandiera)              | D     | Joyskim Dawa      |
| 6  | Romania (bandiera)              | C     | Andrei Dăncuș     |
| 7  | Romania (bandiera)              | A     | Denis Alibec      |
| 8  | Romania (bandiera)              | C     | Adrian Șut        |
| 9  | Romania (bandiera)              | A     | Daniel Bîrligea   |
| 10 | Romania (bandiera)              | C     | Florin Tănase     |
| 11 | Romania (bandiera)              | C     | David Miculescu   |
| 12 | Benin (bandiera)                | D     | David Kiki        |
| 15 | Romania (bandiera)              | C     | Marius Ștefănescu |
| 16 | Romania (bandiera)              | C     | Mihai Lixandru    |
| 17 | Romania (bandiera)              | D     | Mihai Popescu     |
| 18 | Marocco (bandiera)              | C     | Malcom Edjouma    |
| 20 | Romania (bandiera)              | A     | Dennis Politic    |
| 21 | Romania (bandiera)              | C     | Vlad Chiricheș    |

| N. |                       | Ruolo | Calciatore              |
| -- | --------------------- | ----- | ----------------------- |
| 22 | Romania (bandiera)    | C     | Mihai Toma              |
| 23 | Romania (bandiera)    | C     | Ionuț Cercel            |
| 25 | Romania (bandiera)    | C     | Ovidiu Perianu          |
| 27 | Romania (bandiera)    | C     | Darius Olaru (capitano) |
| 28 | Romania (bandiera)    | D     | Alexandru Pantea        |
| 30 | Sudafrica (bandiera)  | D     | Siyabonga Ngezana       |
| 31 | Italia (bandiera)     | C     | Juri Cisotti            |
| 32 | Romania (bandiera)    | P     | Ștefan Târnovanu        |
| 33 | Montenegro (bandiera) | D     | Risto Radunović         |
| 34 | Romania (bandiera)    | P     | Mihai Udrea             |
| 37 | Romania (bandiera)    | A     | Octavian Popescu        |
| 38 | Rep. Ceca (bandiera)  | P     | Lukáš Zima              |
| 42 | Ghana (bandiera)      | C     | Baba Alhassan           |
| 77 | Romania (bandiera)    | C     | Andrei Gheorghiță       |
| 90 | Romania (bandiera)    | A     | Alexandru Stoian        |

## Calciomercato

### Sessione estiva(dall'1/7 al 30/9)
| Acquisti         | Acquisti            | Acquisti        | Acquisti      |
| R.               | Nome                | da              | Modalità      |
| ---------------- | ------------------- | --------------- | ------------- |
| D                | Daniel Graovac      | CFR Cluj        | svincolato    |
| C                | Andrei Gheorghiță   | Poli Iași       | definitivo    |
| C                | Ovidiu Perianu      | Unirea Slobozia | fine prestito |
| A                | Denis Alibec        | Farul Costanza  | svincolato    |
| A                | Dennis Politic      | Dinamo Bucarest | definitivo    |
| Altre operazioni |                     |                 |               |
| D                | Laurențiu Vlăsceanu | Unirea Slobozia | fine prestito |

| Cessioni         | Cessioni            | Cessioni        | Cessioni   |
| R.               | Nome                | a               | Modalità   |
| ---------------- | ------------------- | --------------- | ---------- |
| C                | William Baeten      |                 | svincolato |
| C                | Alexandru Băluță    |                 | svincolato |
| C                | Andrei Gheorghiță   | Univ. Cluj      | prestito   |
| C                | Alexandru Musi      | Dinamo Bucarest | definitivo |
| C                | Ovidiu Perianu      | CFR Cluj        | svincolato |
| C                | Marius Ștefănescu   | Konyaspor       | definitivo |
| A                | Jordan Gele         | Al-Kharitiyath  | svincolato |
| Altre operazioni |                     |                 |            |
| D                | Laurențiu Vlăsceanu | UTA Arad        | prestito   |

## Risultati

### Liga I

#### Prima fase

##### Girone di andata
| Arbitro: | Viorel Flueran |

|              |           |            |
| Stoian 90+3’ | Marcatori | 75’ Kujabi |

| Arbitro: | Sebastian Colțescu |

|  |           |            |
|  | Marcatori | 75’ Tănase |

| Arbitro: | George Găman |

|              |           |                               |
| Miculescu 2’ | Marcatori | 59’ (rig.) Larie 90+10’ Ișfan |

| Arbitro: | Horațiu Feșnic |

|                                                  |           |                                      |
| Musi 34’ Armstrong 45+4’ (rig.), 56’ (rig.), 79’ | Marcatori | 19’ (rig.), 50’, 90+1’ (rig.) Tănase |

| Arbitro: | Adrian Cojocaru |

|  |           |            |
|  | Marcatori | 34’ Rotund |

| Arbitro: | István Kovács |

|                   |           |                          |
| Koljić 83’, 90+2’ | Marcatori | 7’ Lixandru 61’ Bîrligea |

| Bucarest 23 agosto 2025, ore 17:00 EEST 7ª giornata | FCSB | – referto | Argeș Pitești | Arena Națională |

| Cluj-Napoca 30 agosto 2025, ore 17:00 EEST 8ª giornata | CFR Cluj | – referto | FCSB | Stadio Constantin Rădulescu |

| Bucarest 13 settembre 2025, ore 17:00 EEST 9ª giornata | FCSB | – referto | Csíkszereda | Arena Națională |

| Botoșani 20 settembre 2025, ore 17:00 EEST 10ª giornata | Botoșani | – referto | FCSB | Stadio Municipal Botosani |

| Bucarest 27 settembre 2025, ore 17:00 EEST 11ª giornata | FCSB | – referto | Oțelul Galați | Arena Națională |

| Bucarest 4 ottobre 2025, ore 17:00 EEST 12ª giornata | FCSB | – referto | U Craiova | Arena Națională |

| 18 ottobre 2025, ore 17:00 EEST 13ª giornata | Metaloglobus | – referto | FCSB |  |

| Bucarest 25 ottobre 2025, ore 17:00 EEST 14ª giornata | FCSB | – referto | UTA Arad | Arena Națională |

| Cluj-Napoca 1 novembre 2025, ore 17:00 EET 15ª giornata | U Cluj | – referto | FCSB | Cluj Arena |

##### Girone di ritorno
| Sibiu 8 novembre 2025, ore 17:00 EET 16ª giornata | Hermannstadt | – referto | FCSB | Stadio Municipal Sibiu |

| Bucarest 22 novembre 2025, ore 17:00 EET 17ª giornata | FCSB | – referto | Petrolul Ploiești | Arena Națională |

| Ovidiu 29 novembre 2025, ore 17:00 EET 18ª giornata | Farul Costanza | – referto | FCSB | Stadio Viitorul |

| Bucarest 6 dicembre 2025, ore 17:00 EET 19ª giornata | FCSB | – referto | Dinamo Bucarest | Arena Națională |

| Slobozia 13 dicembre 2025, ore 17:00 EET 20ª giornata | Unirea Slobozia | – referto | FCSB |  |

| Bucarest 20 dicembre 2025, ore 17:00 EET 21ª giornata | FCSB | – referto | Rapid Bucarest | Arena Națională |

| 17 gennaio 2026, ore 17:00 EET 22ª giornata | Argeș Pitești | – referto | FCSB |  |

| Bucarest 24 gennaio 2026, ore 17:00 EET 23ª giornata | FCSB | – referto | CFR Cluj | Arena Națională |

| Miercurea Ciuc 31 gennaio 2026, ore 17:00 EET 24ª giornata | Csíkszereda | – referto | FCSB | Stadio Municipal Miercurea Ciuc |

| Bucarest 4 febbraio 2026, ore 17:00 EET 25ª giornata | FCSB | – referto | Botoșani | Arena Națională |

| Galați 7 febbraio 2026, ore 17:00 EET 26ª giornata | Oțelul Galați | – referto | FCSB | Stadio Oțelul |

| Craiova 14 febbraio 2026, ore 17:00 EET 27ª giornata | U Craiova | – referto | FCSB | Stadio Ion Oblemenco |

| Bucarest 21 febbraio 2026, ore 17:00 EET 28ª giornata | FCSB | – referto | Metaloglobus | Arena Națională |

| Arad 28 febbraio 2026, ore 17:00 EET 29ª giornata | UTA Arad | – referto | FCSB | Stadio Francisc von Neuman |

| Bucarest 7 marzo 2026, ore 17:00 EET 30ª giornata | FCSB | – referto | U Cluj | Arena Națională |

### UEFA Champions League

#### Fase di qualificazione
| Arbitro: | Danilo Nikolić |

|                                                 |           |             |
| Miculescu 37’ Olaru 45+3’ (rig.) Ștefănescu 53’ | Marcatori | 65’ Rafinha |

| Arbitro: | Ishmael Barbara |

|                       |           |               |
| Andreu 67’ Llovet 88’ | Marcatori | 51’ Radunović |

| Arbitro: | Nathan Verboomen |

|              |           |  |
| Alhassan 65’ | Marcatori |  |

| Arbitro: | Oleksii Derevinskyi |

|             |           |                          |
| Cisotti 28’ | Marcatori | 33’ Latifi 87’ Krstevski |

### UEFA Europa League

#### Fase di qualificazione
| Arbitro: | Damian Sylwestrzak |

|                                        |           |                    |
| Bîrligea 64’, 90+4’ (rig.) Graovac 72’ | Marcatori | 7’ Tusha 50’ Manaj |

| Arbitro: | Giorgi Kruashvili |

|           |           |                                      |
| Tusha 52’ | Marcatori | 1’ Cisotti 18’ Miculescu 85’ Politic |

### Supercupa României
| Arbitro: | Marian Barbu |

|                             |           |          |
| Politic 48’ Radunović 90+1’ | Marcatori | 65’ Fică |

## Statistiche

### Statistiche di squadra
Statistiche aggiornate al 4 agosto 2025 (Liga I esclusa).
| Competizione       | Competizione       | Punti | In casa | In casa | In casa | In casa | In casa | In casa | In trasferta | In trasferta | In trasferta | In trasferta | In trasferta | In trasferta | Totale | Totale | Totale | Totale | Totale | Totale | DR |
| Competizione       | Competizione       | Punti | G       | V       | N       | P       | Gf      | Gs      | G            | V            | N            | P            | Gf           | Gs           | G      | V      | N      | P      | Gf     | Gs     | DR |
| ------------------ | ------------------ | ----- | ------- | ------- | ------- | ------- | ------- | ------- | ------------ | ------------ | ------------ | ------------ | ------------ | ------------ | ------ | ------ | ------ | ------ | ------ | ------ | -- |
| Liga I             | Prima fase         |       |         |         |         |         |         |         |              |              |              |              |              |              |        |        |        |        |        |        |    |
| Cupa României      | Cupa României      | -     |         |         |         |         |         |         |              |              |              |              |              |              |        |        |        |        |        |        |    |
| Champions League   | Champions League   | -     | 2       | 1       | 0       | 1       | 4       | 3       | 2            | 0            | 0            | 2            | 1            | 3            | 4      | 1      | 0      | 3      | 5      | 6      | -1 |
| Europa League      | Europa League      | -     |         |         |         |         |         |         |              |              |              |              |              |              |        |        |        |        |        |        |    |
| Supercupa României | Supercupa României | -     | 0       | 0       | 0       | 0       | 0       | 0       | 1            | 1            | 0            | 0            | 2            | 1            | 1      | 1      | 0      | 0      | 2      | 1      | +1 |
| Totale             | Totale             | -     |         |         |         |         |         |         |              |              |              |              |              |              |        |        |        |        |        |        |    |

### Andamento in campionato

#### Prima fase
| Giornata  | 1 | 2 | 3 | 4  | 5  | 6  | 7 | 8 | 9 | 10 | 11 | 12 | 13 | 14 | 15 | 16 | 17 | 18 | 19 | 20 | 21 | 22 | 23 | 24 | 25 | 26 | 27 | 28 | 29 | 30 |
| --------- | - | - | - | -- | -- | -- | - | - | - | -- | -- | -- | -- | -- | -- | -- | -- | -- | -- | -- | -- | -- | -- | -- | -- | -- | -- | -- | -- | -- |
| Luogo     | C | T | C | T  | C  | T  | C | T | C | T  | C  | C  | T  | C  | T  | T  | C  | T  | C  | T  | C  | T  | C  | T  | C  | T  | T  | C  | T  | C  |
| Risultato | N | V | P | P  | P  | N  |   |   |   |    |    |    |    |    |    |    |    |    |    |    |    |    |    |    |    |    |    |    |    |    |
| Posizione | 4 | 1 | 6 | 10 | 12 | 12 |   |   |   |    |    |    |    |    |    |    |    |    |    |    |    |    |    |    |    |    |    |    |    |    |

Legenda:

Luogo: C = Casa; T = Trasferta. Risultato: V = Vittoria; N = Pareggio; P = Sconfitta.

### Statistiche dei giocatori
Sono in corsivo i calciatori che hanno lasciato la società a stagione in corso.
Statistiche aggiornate al 4 agosto 2025 (Liga I esclusa).
| Giocatore     | Liga I   | Liga I | Liga I      | Liga I     | Cupa României | Cupa României | Cupa României | Cupa României | Champions League Europa League | Champions League Europa League | Champions League Europa League | Champions League Europa League | Supercupa României | Supercupa României | Supercupa României | Supercupa României | Totale   | Totale | Totale      | Totale     |
| Giocatore     | Presenze | Reti   | Ammonizioni | Espulsioni | Presenze      | Reti          | Ammonizioni   | Espulsioni    | Presenze                       | Reti                           | Ammonizioni                    | Espulsioni                     | Presenze           | Reti               | Ammonizioni        | Espulsioni         | Presenze | Reti   | Ammonizioni | Espulsioni |
| ------------- | -------- | ------ | ----------- | ---------- | ------------- | ------------- | ------------- | ------------- | ------------------------------ | ------------------------------ | ------------------------------ | ------------------------------ | ------------------ | ------------------ | ------------------ | ------------------ | -------- | ------ | ----------- | ---------- |
| B. Alhassan   | 0        | 0      | 0           | 0          | 0             | 0             | 0             | 0             | 3+0                            | 0                              | 0                              | 0                              | 1                  | 0                  | 0                  | 0                  | 4        | 0      | 0           | 0          |
| D. Alibec     | 0        | 0      | 0           | 0          | 0             | 0             | 0             | 0             | 1+0                            | 0                              | 0                              | 0                              | 0                  | 0                  | 0                  | 0                  | 1        | 0      | 0           | 0          |
| D. Bîrligea   | 0        | 0      | 0           | 0          | 0             | 0             | 0             | 0             | 1+0                            | 0                              | 0                              | 0                              | 0                  | 0                  | 0                  | 0                  | 1        | 0      | 0           | 0          |
| I. Cercel     | 0        | 0      | 0           | 0          | 0             | 0             | 0             | 0             | 0                              | 0                              | 0                              | 0                              | 1                  | 0                  | 0                  | 0                  | 1        | 0      | 0           | 0          |
| V. Chiricheș  | 0        | 0      | 0           | 0          | 0             | 0             | 0             | 0             | 4+0                            | 0                              | 1+0                            | 0                              | 1                  | 0                  | 0                  | 0                  | 5        | 0      | 1           | 0          |
| J. Cisotti    | 0        | 0      | 0           | 0          | 0             | 0             | 0             | 0             | 4+0                            | 1+0                            | 0                              | 0                              | 1                  | 0                  | 0                  | 0                  | 5        | 1      | 0           | 0          |
| V. Crețu      | 0        | 0      | 0           | 0          | 0             | 0             | 0             | 0             | 4+0                            | 0                              | 0                              | 0                              | 0                  | 0                  | 0                  | 0                  | 4        | 0      | 0           | 0          |
| J. Dawa       | 0        | 0      | 0           | 0          | 0             | 0             | 0             | 0             | 0                              | 0                              | 0                              | 0                              | 0                  | 0                  | 0                  | 0                  | 0        | 0      | 0           | 0          |
| A. Dăncuș     | 0        | 0      | 0           | 0          | 0             | 0             | 0             | 0             | 0                              | 0                              | 0                              | 0                              | 0                  | 0                  | 0                  | 0                  | 0        | 0      | 0           | 0          |
| M. Edjouma    | 0        | 0      | 0           | 0          | 0             | 0             | 0             | 0             | 0                              | 0                              | 0                              | 0                              | 0                  | 0                  | 0                  | 0                  | 0        | 0      | 0           | 0          |
| J. Gele       | 0        | 0      | 0           | 0          | 0             | 0             | 0             | 0             | 0                              | 0                              | 0                              | 0                              | 0                  | 0                  | 0                  | 0                  | 0        | 0      | 0           | 0          |
| A. Gheorghiță | 2        | 0      | 0           | 0          | 0             | 0             | 0             | 0             | 1+0                            | 0                              | 1+0                            | 0                              | 0                  | 0                  | 0                  | 0                  | 3        | 0      | 1           | 0          |
| D. Graovac    | 0        | 0      | 0           | 0          | 0             | 0             | 0             | 0             | 1+0                            | 0                              | 0                              | 0                              | 0                  | 0                  | 0                  | 0                  | 1        | 0      | 0           | 0          |
| D. Kiki       | 0        | 0      | 0           | 0          | 0             | 0             | 0             | 0             | 0                              | 0                              | 0                              | 0                              | 0                  | 0                  | 0                  | 0                  | 0        | 0      | 0           | 0          |
| M. Lixandru   | 0        | 0      | 0           | 0          | 0             | 0             | 0             | 0             | 2+0                            | 0                              | 0                              | 0                              | 1                  | 0                  | 0                  | 0                  | 3        | 0      | 0           | 0          |
| D. Miculescu  | 0        | 0      | 0           | 0          | 0             | 0             | 0             | 0             | 4+0                            | 1+0                            | 0                              | 0                              | 1                  | 0                  | 0                  | 0                  | 5        | 1      | 0           | 0          |
| S. Ngezana    | 0        | 0      | 0           | 0          | 0             | 0             | 0             | 0             | 4+0                            | 0                              | 3+0                            | 0                              | 1                  | 0                  | 0                  | 0                  | 5        | 0      | 3           | 0          |
| D. Olaru      | 0        | 0      | 0           | 0          | 0             | 0             | 0             | 0             | 3+0                            | 1+0                            | 0                              | 0                              | 1                  | 0                  | 0                  | 0                  | 4        | 1      | 0           | 0          |
| A. Pantea     | 0        | 0      | 0           | 0          | 0             | 0             | 0             | 0             | 0                              | 0                              | 0                              | 0                              | 0                  | 0                  | 0                  | 0                  | 0        | 0      | 0           | 0          |
| O. Perianu    | 1        | 0      | 0           | 0          | 0             | 0             | 0             | 0             | 2+0                            | 0                              | 0                              | 0                              | 0                  | 0                  | 0                  | 0                  | 3        | 0      | 0           | 0          |
| D. Politic    | 0        | 0      | 0           | 0          | 0             | 0             | 0             | 0             | 3+0                            | 0                              | 1+0                            | 0                              | 1                  | 1                  | 0                  | 0                  | 4        | 1      | 1           | 0          |
| M. Popescu    | 0        | 0      | 0           | 0          | 0             | 0             | 0             | 0             | 4+0                            | 0                              | 1+0                            | 0                              | 1                  | 0                  | 0                  | 0                  | 5        | 0      | 1           | 0          |
| Oc. Popescu   | 0        | 0      | 0           | 0          | 0             | 0             | 0             | 0             | 2+0                            | 0                              | 0                              | 0                              | 0                  | 0                  | 0                  | 0                  | 2        | 0      | 0           | 0          |
| R. Radunović  | 0        | 0      | 0           | 0          | 0             | 0             | 0             | 0             | 4+0                            | 1+0                            | 0                              | 0                              | 1                  | 1                  | 0                  | 0                  | 5        | 2      | 0           | 0          |
| A. Stoian     | 0        | 0      | 0           | 0          | 0             | 0             | 0             | 0             | 1+0                            | 0                              | 0                              | 0                              | 0                  | 0                  | 0                  | 0                  | 1        | 0      | 0           | 0          |
| M. Ștefănescu | 1        | 0      | 0           | 0          | 0             | 0             | 0             | 0             | 3+0                            | 1+0                            | 1+0                            | 0                              | 1                  | 0                  | 0                  | 0                  | 5        | 1      | 1           | 0          |
| A. Șut        | 0        | 0      | 0           | 0          | 0             | 0             | 0             | 0             | 4+0                            | 0                              | 0                              | 0                              | 1                  | 0                  | 0                  | 0                  | 5        | 0      | 0           | 0          |
| F. Tănase     | 0        | 0      | 0           | 0          | 0             | 0             | 0             | 0             | 3+0                            | 0                              | 0                              | 1+0                            | 1                  | 0                  | 0                  | 0                  | 4        | 0      | 0           | 1          |
| Ș. Târnovanu  | 0        | 0      | 0           | 0          | 0             | 0             | 0             | 0             | 4+0                            | -6+0                           | 0                              | 0                              | 1                  | -1                 | 0                  | 0                  | 5        | -7     | 0           | 0          |
| M. Toma       | 0        | 0      | 0           | 0          | 0             | 0             | 0             | 0             | 0                              | 0                              | 0                              | 0                              | 0                  | 0                  | 0                  | 0                  | 0        | 0      | 0           | 0          |
| M. Udrea      | 0        | 0      | 0           | 0          | 0             | 0             | 0             | 0             | 0                              | 0                              | 0                              | 0                              | 0                  | 0                  | 0                  | 0                  | 0        | 0      | 0           | 0          |
| L. Zima       | 0        | 0      | 0           | 0          | 0             | 0             | 0             | 0             | 0                              | 0                              | 0                              | 0                              | 0                  | 0                  | 0                  | 0                  | 0        | 0      | 0           | 0          |